# Chế độ ăn uống và béo phì

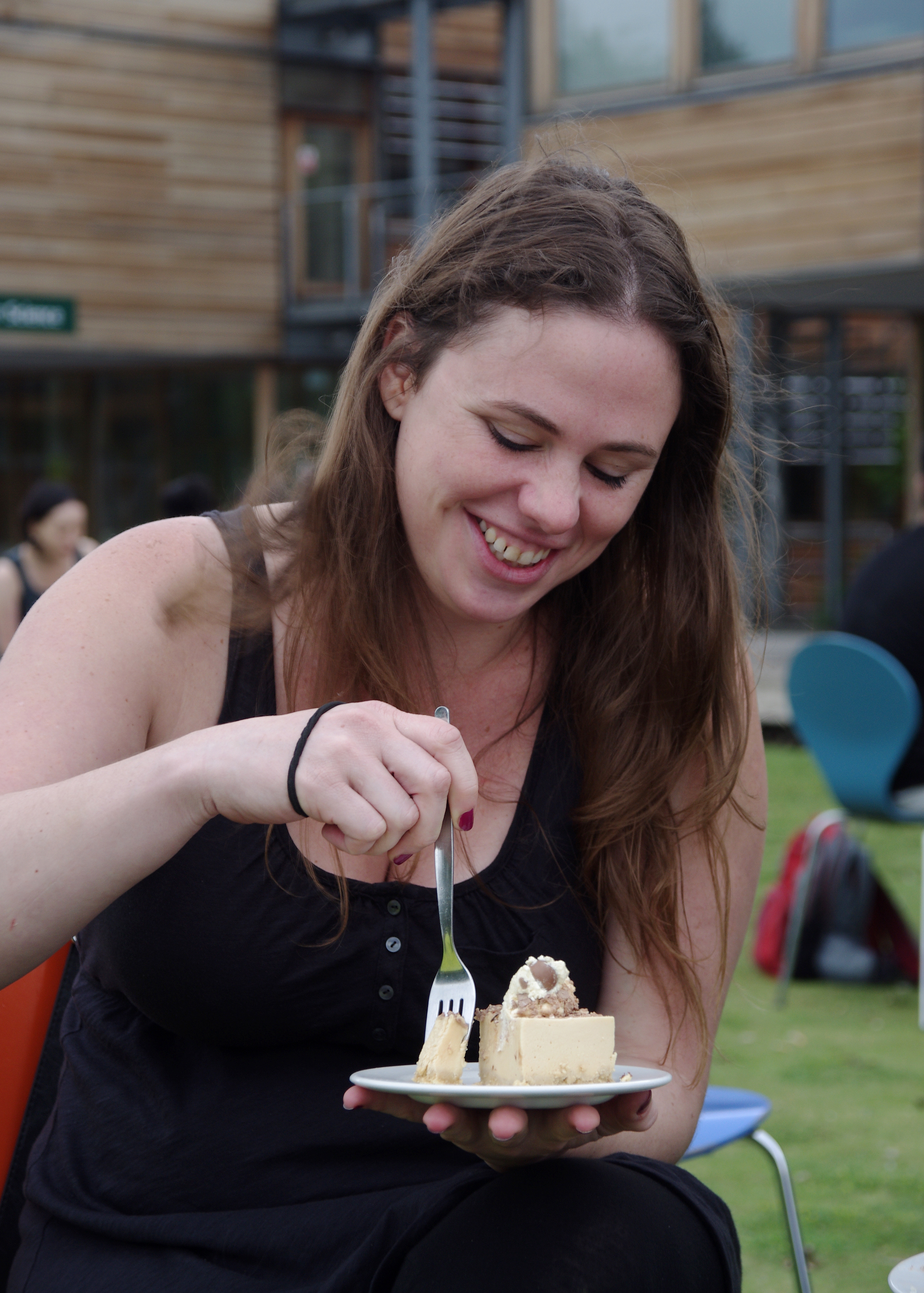
Con người ngày càng tiêu thụ nhiều thức ăn nhanh và đồ ngọt hơn trước

Chế độ ăn uống và béo phì (Diet and obesity) chỉ về mối liên hệ, tương quan hệ quả giữa chế độ ăn uống và bệnh béo phì trong xã hội ngày nay. Chế độ ăn uống đóng một vai trò quan trọng trong nguồn gốc phát sinh của bệnh béo phì. Lựa chọn cá nhân, quảng cáo thực phẩm, phong tục xã hội và ảnh hưởng văn hóa, cũng như thực phẩm sẵn có (thức ăn chế biến sẵn, thức ăn nhanh) và giá cả đều đóng một vai trò trong việc xác định những gì và bao nhiêu một cá nhân ăn vào. Khi xã hội ngày càng phụ thuộc vào các bữa ăn nhanh giàu năng lượng thì mối liên hệ giữa tiêu thụ thức ăn nhanh và nạn béo phì càng trở nên đáng lo ngại.

## Tình hình
Theo cách thức tính toán của phương Tây thì nguồn cung cấp năng lượng trong khẩu phần ăn là thực phẩm có sẵn cho con người, thường được biểu thị hoặc quy đổi ra bằng kilocalories (Kcal)/người mỗi ngày. Nó đưa ra một ước tính cao hơn về tổng lượng thực phẩm được tiêu thụ vì nó phản ánh cả thực phẩm được tiêu thụ và thực phẩm bị lãng phí. Mức cung cấp năng lượng cho khẩu phần ăn bình quân đầu người có sự khác biệt rõ rệt giữa các khu vực và quốc gia khác nhau và cũng đã thay đổi đáng kể theo thời gian.
Từ đầu những năm 1970 đến cuối những năm 1990, lượng calo trung bình có sẵn cho mỗi người mỗi ngày (lượng thực phẩm được mua) đã tăng lên ở tất cả các nơi trên thế giới, ngoại trừ Đông Âu và một số khu vực của Châu Phi. Hoa Kỳ có nguồn cung cấp cao nhất với 3.654 kilo calo mỗi người vào năm 1996. Con số này tăng thêm lên 3.770 vào năm 2002. Vào cuối những năm 1990, người Châu Âu tiêu thụ 3.394 kilo calo/người, ở các khu vực đang phát triển của Châu Á là 2.648 kilo calo/người và ở châu Phi cận Sahara có 2.176 kilo calo/người. Riêng ở Việt Nam hiện nay thì thực trạng người Việt Nam hiện ăn quá nhiều thịt, ăn hàng trăm gram thịt/người/ngày, trong khi người Nhật Bản ít thịt chỉ khoảng 65g thịt/người/ngày.
Từ năm 1971-2000, số calo trung bình hàng ngày mà phụ nữ ở Hoa Kỳ tiêu thụ đã tăng 335 calo mỗi ngày (1.542 calo vào năm 1971 và 1.877 calo vào năm 2000). Đối với nam giới, mức tăng trung bình là 168 calo mỗi ngày (2.450 calo vào năm 1971 và 2.618 calo vào năm 2000). Hầu hết lượng calo tăng thêm này đến từ sự gia tăng tiêu thụ carbohydrate, mặc dù cũng có sự gia tăng tiêu thụ chất béo (dầu mỡ) trong cùng khoảng thời gian. Sự gia tăng tiêu thụ calo chủ yếu là do việc dùng thức ăn mang theo khi xa nhà; tăng tiêu thụ năng lượng từ đồ ăn nhẹ mặn, nước ngọt (đồ uống có gas) và bánh pizza cũng như việc gia tăng khẩu phần ăn, việc tiêu thụ nước ngọt và đồ uống có đường khác hiện chiếm gần 25% lượng calo hàng ngày ở thanh niên ở Mỹ.
Vì những ước tính này dựa trên sự nhớ lại của một người, họ có thể đánh giá thấp lượng calo thực sự đã tiêu thụ. Tại Hoa Kỳ, lượng tiêu thụ các bữa ăn nhanh đã tăng gấp ba lần và lượng calo từ thức ăn nhanh đã tăng gấp bốn lần từ năm 1977 đến 1995. Tiêu dùng đồ uống có đường cũng được cho là nguyên nhân chính làm tăng tỷ lệ béo phì. Kích thước khẩu phần của nhiều loại thực phẩm đóng gói sẵn và nhà hàng đã tăng lên ở cả Hoa Kỳ và Đan Mạch kể từ những năm 1970. Ví dụ, khẩu phần thức ăn nhanh lớn gấp 2 đến 5 lần so với những năm 1980. Bằng chứng đã chỉ ra rằng phần lớn thực phẩm giàu năng lượng dẫn đến lượng năng lượng tiêu thụ lớn hơn và do đó dẫn đến tỷ lệ béo phì cao hơn.

## Cơ chế
Khi chế độ ăn cung cấp năng lượng vượt quá nhu cầu, nếp sống làm việc tĩnh lại, ít tiêu hao năng lượng sẽ làm cân nặng cơ thể tăng lên. Nhiều người thường khó kiểm soát chế độ ăn của mình. Các nhà nghiên cứu cho rằng chỉ cần ăn dư ra 70 calo mỗi ngày sẽ dẫn tới tăng cân mặc dù số calo này nhỏ có thể không nhận ra dễ dàng, nhất là khi ta ăn những thức ăn giàu năng lượng. Các loại thức ăn giàu chất béo thường ngon miệng nên người ta dễ bị ăn quá thừa mà không biết. Mỡ có độ năng lượng cao gấp 2 lần đường, lại cần ít calo hơn để dự trữ dưới dạng triglyxerit, trong khi đó đường cần năng lượng để chuyển thành axit béo tự do trước khi dự trữ. Vì vậy, khẩu phần ăn nhiều mỡ dẫn đến thừa calo và tăng cân. Các chất sinh năng lượng có trong thức ăn như protit, lipid, gluxit trong thức ăn đều chuyển nhanh thành chất béo dự trữ. Như vậy, một khẩu phần không chỉ nhiều chất béo mới gây béo mà ăn quá nhiều tinh bột, đường, đồ ngọt đều gây béo. Các thói quen khác như ăn nhiều cơm, ăn nhiều vào bữa tối, thích ăn các thức ăn chứa nhiều năng lượng (đường mật, nước ngọt, thịt mỡ, dầu mỡ...), thích ăn các món ăn xào rán cũng là những thói quen không tốt có thể dẫn đến nguy cơ bị béo phì.